# 清水祖師
清水祖師，法號普足，俗名陳昭應（一說為陳榮祖、陳昭或陳應，1045年—1101年），本籍福建永春，是北宋時代福建泉州安溪的僧人。由於在蓬萊山（今屬安溪縣蓬萊鎮）清水巖修道，鋪橋造路，廣施醫藥，被尊稱為清水祖師，又稱蓬萊祖師、麻章上人，俗稱「祖師公」，圓寂後，求雨驅蟲，屢禱屢靈，南宋宋孝宗時成為朝廷敕封的神靈，直到宋寧宗追封為昭應廣惠慈濟善利大師，原屬於佛教禪宗的清水祖師，逐漸民間化、道教化（道教信徒稱之為「清水真人」），被安溪人視為地方最重要的守護神。許多安溪人以種茶為業，再加上清水祖師以求雨聞名，也被視為安溪鐵觀音的保護神。另外，許多安溪人信奉的神祇，如保儀大夫、清水祖師都被視為有保護茶葉種植的職能。隨著安溪移民來臺，清水祖師的信仰在臺灣也蓬勃發展，1994年時有清水祖師為主神的廟宇有98座，大臺北就有63座，尤其是大文山地區。大臺北地區可說是清水祖師信仰最盛之地，艋舺清水巖、三峽長福巖祖師廟、淡水清水巖、瑞芳龍巖宮，號稱「大臺北四大祖師廟」。

## 生平
清水祖師生于宋仁宗慶曆五年（1045年）正月初六日，福建省永春县小岵鄉（古作小姑鄉）人。
清水祖師七歲時，即在大雲院出家為沙彌，法名普足，後來师从大静山长老「明禅师」，習經、坐禪三年，後返高泰山，劝造数十條橋梁。又移住麻章庵，多次舉辦法會，為民眾祈雨消災，無不感應，獲得檀越崇信，人称「麻章上人」。遍訪名山後，居於永春縣，以道行精嚴聞名閩南。
宋神宗元豐六年（1083年），清水祖師被素仰其道行的劉公銳請到福建省安溪縣求雨，非常成功。故當地百姓極力挽留之。於是清水祖師定居安溪，而劉公銳慨然捐出大筆土地，在安溪蓬萊山張巖建庵，故又称「蓬萊祖師」。祖師見張巖之清泉不竭，便改張巖之名為清水巖。清水巖之庵本為草庵，多賴清水祖師和徒弟楊道、周明等幾度拓展，終於開拓寺宇。
劉公銳篤信佛法，不近女色，堅守梵行，不僅布施，也跟祖師有深厚的交情。祖師生前即交代劉公銳，不願意製作全身舍利。《清水祖師本傳》：「乘劉公銳至巖，祖師囑以後事，謂：『形骸外物，漆身無益』。」《清水祖師本傳》：「立（劉公銳）為檀越主，祀於岩左東軒。凡春日抬大師像下山迎香，必以公銳像配迎駕前，蓋所以報其功也。」
清水祖師熱心於公益，多次募捐款項，號召造橋鋪路，一生興建過幾十座橋樑。並且醫道高明，常常施藥救助人民。不僅閩南泉州，連建、邵、興、劍、汀、漳各郡人士皆相當崇敬，施主尊崇，布施極盛。明朝何喬遠《閩書》：普足（清水祖師）術行建、劍、汀、漳間，檀施為盛，居巖十九年。清朝道光重纂《福建通志》：普足名重建、劍、汀、漳間，檀施為盛，居巖十九年。
宋徽宗建中靖國元年（1101年）五月十三，清水祖師圓寂於清水巖，安溪縣民感激清水祖師一生的義舉，自發性地运石建造卒塔婆，供奉祖師的舍利子，名曰“真空塔”，并以沈香之木，刻祖師像，奉於清水巖殿中，而故日後奉祀清水祖師之寺剎，多名為「清水巖」，如艋舺清水巖、淡水清水巖等。從此，清水祖師成為安溪縣民信仰最誠的地方神祇。政和三年（1113年），县令陈浩然作清水祖師傳。

## 功績
清水祖師的功績主要如下：
造橋：造橋鋪路，便民甚多。清水祖師於永春「勸造橋樑數十」。到了安溪，又募捐勸造通泉橋、谷口橋、汰口橋等。清水祖師一生募捐，修造幾十座橋樑，對民眾生活、行動幫助極大，自然得到民眾的感佩。
施藥：所謂救人一命，勝造七級浮屠。施藥活人，是極大的善舉。清水祖師以其高超之醫術，在瘴癘之氣盛行的閩南一帶，救治了不少患病的民眾，而患者無不感激、愛戴。
求雨：一般人認為，普通人不能掌握自然現象，如下雨與否，唯有神聖，方能成之。但清水祖師在世時，就已經屢次祈禱成功，讓蒼天降下甘霖，被認為有功於解決多次的旱災。也因為求雨屢次的成功，被視為神蹟，清水祖師也被賦予相當的神秘色彩。

## 封號
由於清水祖師圓寂後，被奉為神，不忘蒼生。多次求雨驅蟲，每禱則應，靈驗非常。地方人士上報朝廷，屢屢賜封。封號如下：
南宋孝宗隆興二年（1164年），敕封清水祖師為「昭應大師」。
宋孝宗淳熙十一年（1184年），加封為「昭應慈濟大師」。
宋寧宗嘉泰元年（1201年），再加封為「昭應廣惠慈濟大師」。
宋寧宗嘉定三年（1210年），再加封為「昭應廣惠慈濟善利大師」。

## 從神
從神有親傳弟子楊道，周明大師二位大師，以及張、王、蘇、李四大護法。此四護法原為安溪蓬萊清水巖當地之山鬼，後被祖師公收伏在麾下。
宜蘭市光明寺將清水祖師之兩侍者稱為招應尊者、護應尊者，並裝設有大型神偶，特別的是神偶以僧侶為裝扮，應是楊道與周明大師。

## 傳說

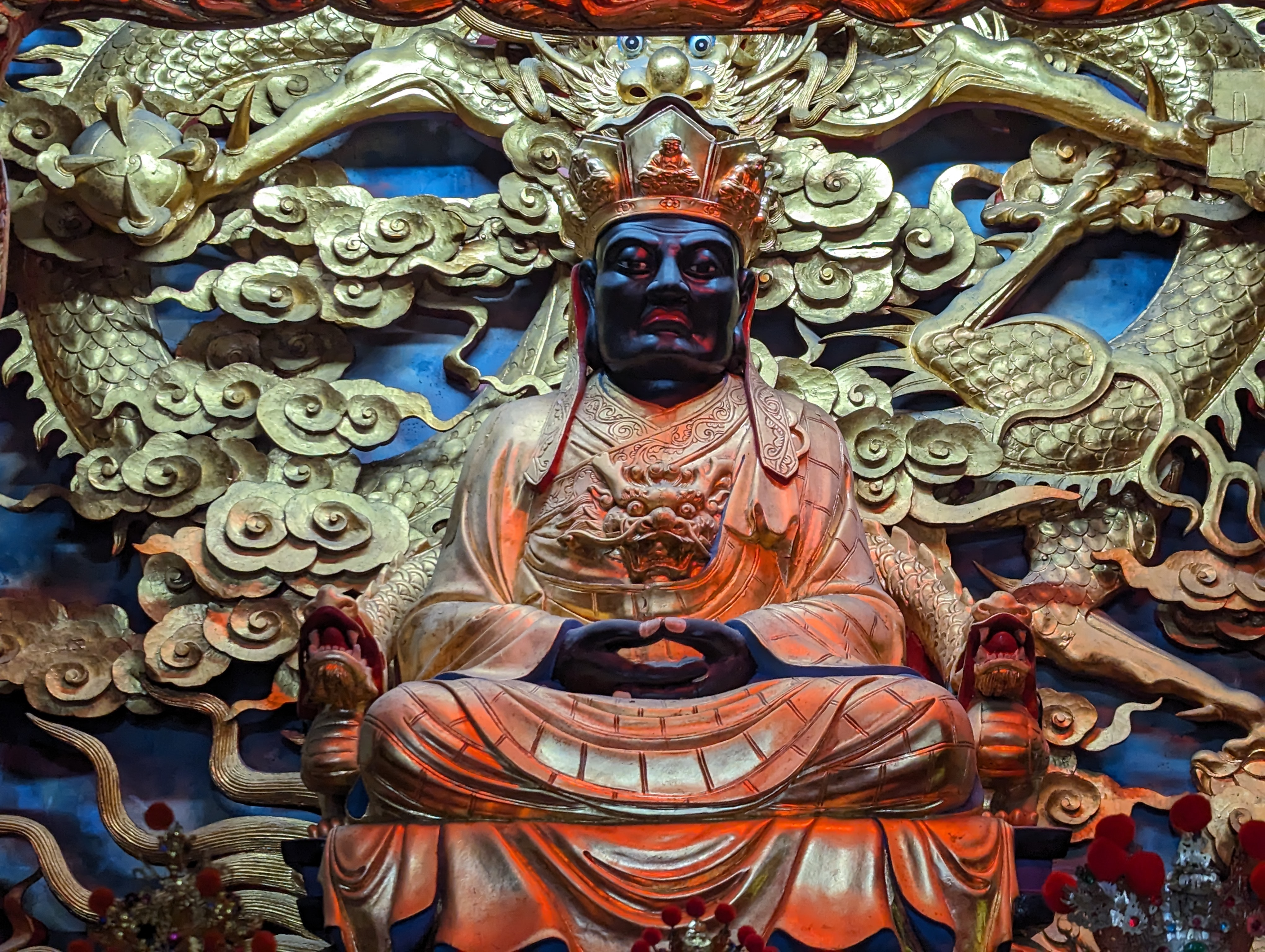
烏面的清水祖師像，攝於台灣澎湖縣的文澳祖師廟。

清水祖師又稱為「烏面祖師」的由來是生前曾被惡鬼困在山洞煙燻七日而不死，或因嘗試藥草中毒而致使面貌變為黝黑。而「落鼻祖師」名稱之由來，相傳是因為神像逢要有天災人禍變故時，鼻子會掉落作示警。

## 廟宇
常見廟名包含清水巖、清水寺、清水宮等。

### 中國大陸
- 福建省泉州市安溪縣：蓬萊清水巖（奉祀清水祖師的廟宇多以此廟為祖廟）

### 香港
- 荃灣安泰堂

### 臺灣
| - 臺北市萬華區艋舺清水巖 - 臺北市北投區大屯山清水宮 - 臺北市信義區六張犁石泉巖 - 臺北市大安區大安清水宮 - 臺北市文山區景美萬慶巖 - 臺北市文山區景美會元洞 - 臺北市文山區景美興福巖 - 臺北市文山區景美德芳堂 - 新北市新店區屈尺岐山巖 - 新北市新店區廣興長福巖 - 新北市新店區雙溪口下文山清水巖 - 新北市新店區安坑國花山玄吉寺 - 新北市永和區潭墘清昭宮 - 新北市三重區菜寮清聖宮 - 新北市土城區頂埔永福巖 - 新北市三峽區三峽長福巖 - 新北市淡水區淡水清水巖 - 新北市淡水區淡水沙崙保安廟 - 新北市淡水區淡水興福寮真聖宮 - 新北市瑞芳區瑞芳龍巖宮 - 新北市三重區北巡清聖宮 - 基隆市七堵區友蚋清水岩 - 桃園市蘆竹區蘆竹福隆巖 - 桃園市大溪區溪洲福山巖 - 新竹東區埔頂慈雲庵 - 臺中市龍井區龍井龍泉岩 - 臺中市霧峰區霧峰祖師宮 | - 彰化縣彰化市久長安宮 - 彰化縣秀水鄉安溪玄德廟 - 彰化縣和美鎮德安宮 - 彰化縣竹塘鄉小西清祖寺 - 彰化縣二林鎮萬合新興宮 - 雲林縣大埤鄉大埤箔雁岸天聖宮 - 嘉義縣東區蘭潭清水寺 - 嘉義縣竹崎鄉竹崎東湖仔祖師廟 - 臺南市新市區新市社內清水宮 - 臺南市新市區大營靈昭宮 - 臺南市後壁區永安堂 - 臺南市後壁區後壁安溪寮福安寺 - 臺南市白河區枋子林廣濟宮化安寺 - 臺南市南化區溪尾清水寺 - 臺南市新化區新化清水寺 - 臺南市新化區𦰡拔林清水宮 - 臺南市龍崎區牛埔清水寺 - 臺南市龍崎區大溪清水宮 - 臺南市龍崎區烏山頭清泉寺 - 台南市東山區碧雲寺 - 臺南市南區四鯤鯓龍山寺 - 臺南市中西區府城六合境清水寺 - 臺南市東區府城八協境龍泉井 - 臺南市佳里區佳里興震興宮 - 臺南市安南區公親寮清水寺 - 臺南市安南區安南中洲寮清滔嚴祖師廟 - 臺南市善化區善化北仔店清水宮 - 臺南市善化區木柵內角北承宮 | - 高雄市永安區維新里文興宮 - 高雄市岡山區岡山為隨清水寺 - 高雄市梓官區赤崁里清進宮 - 高雄市梓官區赤西里清水宮 - 高雄市楠梓區土庫清福寺 - 高雄市仁武區仁武福清宮 - 高雄市新興區文化院 - 高雄市大社區保社甲清福寺 - 高雄市燕巢區鳳山厝清水寺 - 高雄市前金區前金萬興宮 - 高雄市新興區新興大港埔祖師廟 - 高雄市鼓山區鼓山內惟赤龍宮 - 高雄市左營區左營洲仔清水宮 - 屏東縣崁頂鄉崁頂力社北院廟 - 屏東縣萬丹鄉萬丹田厝清水寺 - 屏東縣萬丹鄉萬丹下社皮清水寺 - 屏東縣東港鎮下廍建樂宮 - 屏東縣林邊鄉八角頭佛山寺 - 宜蘭縣宜蘭市宜蘭光明寺 - 澎湖縣馬公市馬公文澳祖師廟 - 花蓮清水祖師巖 - 高雄市茄萣區清水宮 |

### 馬來西亞
- 彭亨州云顶高原清水岩庙
- 槟城蛇庙
- 马六甲峯山宫
- 槟城日落洞中云岩
- 槟城显灵宫
- 槟城峇都茅清水宫
- 槟城飞云宫
- 霹雳太平后廊福禄宫
- 霹雳太平后廊清云坛
- 槟城美湖广福宫
- 槟城兹山寺
- 槟城公巴清源宫
- 槟城浮罗山背善云寺

### 泰國
- 曼谷順興宮
- 普吉府福元宮
- 普吉府雲從庵
- 普吉府玉溪宮
- 北大年府靈慈宮

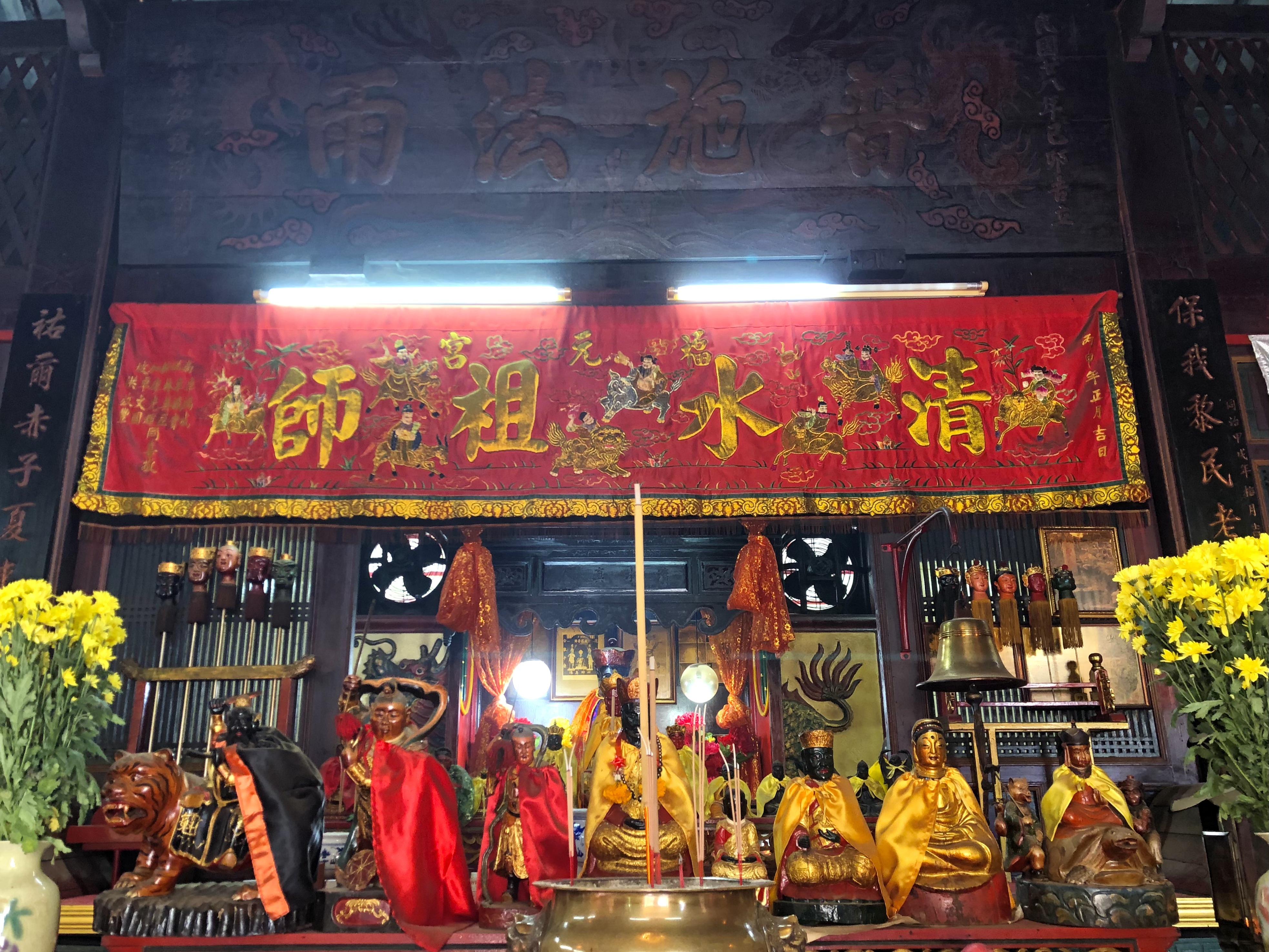
泰國普吉府福元宮內奉祀清水祖師
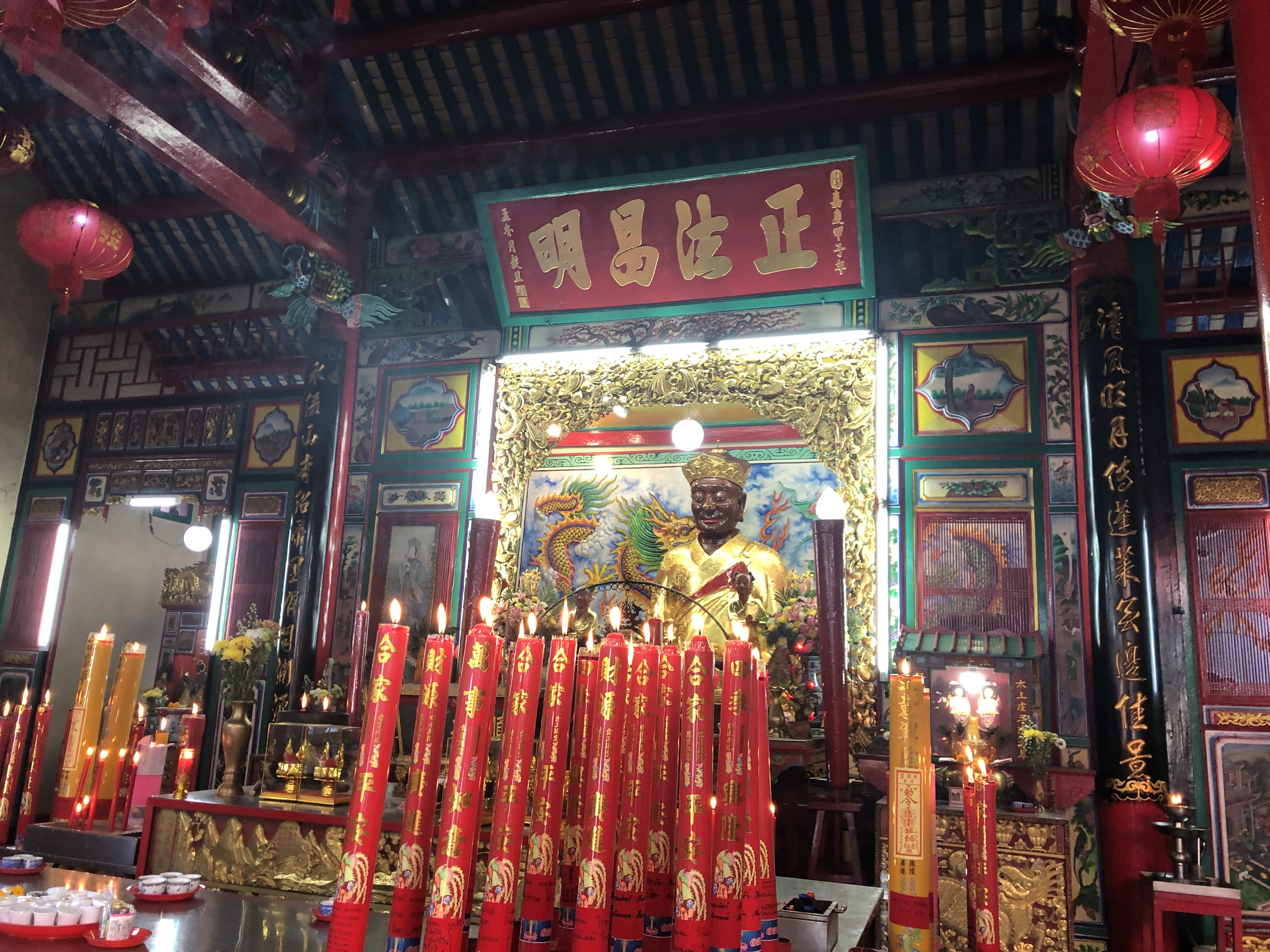
泰國曼谷唐人街附近百年歷史順興宮

### 印度尼西亞
- 巴淡岛福安宫
- 石叻班让福安宫

## 祭典
每逢舊曆正月初六清水祖師生日、五月初六清水祖師得道日，各地祖師廟常以神豬、三牲祭拜清水祖師，以示崇敬，敬考清水祖師一生，為漢傳佛教禪宗得道高僧，且其在世時未見有食肉之舉，故有人認為以祭祀素果糕餅為宜，不適合以肉類、葷菜奉敬。三峽祖師廟廟方解釋：神豬祭典原本不是祭祀清水祖師，原是因為三峽地區的福建安溪移民在三峽、鶯歌與桃園大溪開墾之際，常遭野生動物攻擊及當地原住民出草獵首，因此產生除夕殺神豬拜山靈（或山神）以求平安的習俗，後來因大年初六是祖師誕辰，便將二者合併祭祀，此習俗實際上與祖師本人無關。三峽祖師廟總務組長劉金達說：「祖師公喫素，不喫豬肉。」
新北市淡水清水巖，每年則於農曆五月初五舉行暗訪，農曆五月初六舉行繞境，鑼鼓喧天萬人空巷，祈求掃除瘟疫，合境平安，世稱「淡水大拜拜」。2013年新北市政府已將「淡水大拜拜」，列為「無形文化資產」。

### 引用
1. ↑  .   [2018-06-24]. （原始内容存档于2018-06-24）.
2. ↑  .   [2020-01-28]. （原始内容存档于2021-02-04）.
3. ↑  .   [2022-01-10]. （原始内容存档于2020-03-31）.
4. ↑  .   [2015-06-15]. （原始内容存档于2015-09-24）.
5. ↑  .   [2018-06-23]. （原始内容存档于2018-06-23）.
6. 1 2  泉州市地方志编纂委员会编. . 北京: 中国社会科学出版社. 2000-5: 第一章　人物传. ISBN 7-5004-2700-X. （原始内容存档于2009-09-15）.
7. ↑  祖師生於永春縣小姑鄉，陳其姓，普足其名也。幼出家於大雲院，長結庵於高泰山，志甘槁薄，外厭繁華。聞大靜山明禪師具圓滿覺，遂往事之。道成業就，拜辭而還。師曰：“爾營以種種方便，澹足一切。”因授以法衣而囑之。曰：“非值精嚴事，不可以有此。”祖師還庵，用其師之言，乃勸造橋樑數十，以度往來。後移庵住麻章，為眾請雨，如期皆應。元豐六年，清溪大旱，便村劉氏相與謀曰：“麻章上人，道行精嚴，能感動天地。”比請而至，雨即沾足，眾情胥悅，咸有築室請留之願，乃於張岩山闢除菑翳，剪拂頑石，成屋數架，名之曰清水巖，延師居焉。以其年，造成通泉橋、谷口橋，又十年，造成汰口橋，砌洋中亭，糜費鉅萬，皆取於施者。汀、漳時人有災難，皆往禱焉，至則獲應。祖師始至，巖屋草創，凡三經營，乃稍完潔。岩東惟棗樹一株，祖師乃多植竹木，迨今成蔭。其徒弟楊道、周明，於巖隈累石為二窣堵，臨崖距壑，非人力可措手，蓋有陰相之者。劉氏有公銳者，久不茹葷，堅持梵行，祖師與之相悅。一日公銳至，輒囑以後事，仍言“形骸外物，漆身無益。”說偈訖，端然坐逝，享年六十五歲，建中靖國元年五月十三日也。
8. ↑  .   [2019-01-17]. （原始内容存档于2020-03-31）.
9. ↑  黃振良. . 金門日報. 2005-09-16  [2023-05-19] （中文（臺灣））.
10. ↑  .   [2018-06-23]. （原始内容存档于2020-03-31）.
11. ↑  .   [2018-02-21]. （原始内容存档于2018-02-21）.
12. ↑  .   [2018-02-21]. （原始内容存档于2018-02-21）.
13. ↑  .   [2018-02-21]. （原始内容存档于2018-02-21）.
14. ↑  .   [2012-01-28]. （原始内容存档于2012-01-26）.
15. ↑  .   [2018-06-23]. （原始内容存档于2020-01-01）.

### 书目
- 林國平（1999）：〈清水祖師信仰探索〉，《圓光佛學學報》第四期，頁217-251。
- 辜神徹（2009）：《臺灣清水祖師信仰--落鼻祖師的歷史與文化》，臺北：博揚文化。